# Zapasy na Letnich Igrzyskach Olimpijskich 1956 – kategoria ponad 87 kg w stylu wolnym
Zmagania mężczyzn ponad 87 kg to jedna z ośmiu męskich konkurencji w zapasach w stylu wolnym rozgrywanych podczas Letnich Igrzysk Olimpijskich 1956. Pojedynki w tej kategorii wagowej odbyły się w dniach 28 listopada – 1 grudnia.
Punktacja opierała się na systemie "złych punktów karnych". Zwycięzca otrzymywał zero punktów za wygraną przez "tusz" (łopatki), jeden punkt za wygraną decyzją trzech sędziów. Za przegraną walkę w stosunku 1-2 zawodnik otrzymywał dwa punkty, a za porażkę 0-3 lub łopatki przyznawano 3 punkty karne. Uzyskanie pięciu lub więcej punktów eliminowało zapaśnika z turnieju. Najlepsza trójka walczyła w rundzie finałowej. 

## Klasyfikacja[1]
| Miejsce | Nazwisko           | Kraj              |
| ------- | ------------------ | ----------------- |
| 1       | Hamit Kaplan       | Turcja            |
| 2       | Jusein Mechmedow   | Bułgaria          |
| 3       | Taisto Kangasniemi | Finlandia         |
| 4       | Ray Mitchell       | Australia         |
| 4       | Ken Richmond       | Wielka Brytania   |
| 6       | Iwan Wychrystiuk   | ZSRR              |
| 7       | Saburo Nakao       | Japonia           |
| 7       | William Kerslake   | Stany Zjednoczone |
| 9       | Hussain Noori      | Iran              |
| 10      | Lila Ram           | Indie             |
| 10      | John Da Silva      | Nowa Zelandia     |

## Wyniki

### Pierwsza runda[2]
| Zwycięzca          | Punkty karne | Wynik        | Przegrany        | Punkty karne |
| ------------------ | ------------ | ------------ | ---------------- | ------------ |
| Jusein Mechmedow   | 1            | Decyzja, 3:0 | Hussain Noori    | 3            |
| Iwan Wychrystiuk   | 1            | Decyzja, 3:0 | John Da Silva    | 3            |
| Ken Richmond       | 1            | Decyzja, 3:0 | Lila Ram         | 3            |
| Hamit Kaplan       | 1            | Decyzja, 2:1 | William Kerslake | 2            |
| Ray Mitchell       | 1            | Decyzja, 2:1 | Saburo Nakao     | 2            |
| Taisto Kangasniemi | 0            | Bez walki    |                  |              |

### Druga runda[3]
| Zwycięzca        | Punkty karne | Wynik        | Przegrany          | Punkty karne |
| ---------------- | ------------ | ------------ | ------------------ | ------------ |
| Jusein Mechmedow | 1            | Łopatki      | Taisto Kangasniemi | 3            |
| Hussain Noori    | 4            | Decyzja, 3:0 | John Da Silva      | 6            |
| Iwan Wychrystiuk | 2            | Decyzja, 3:0 | Ken Richmond       | 4            |
| Hamit Kaplan     | 1            | Łopatki      | Lila Ram           | 6            |
| William Kerslake | 2            | Łopatki      | Ray Mitchell       | 4            |
| Saburo Nakao     | 2            | Bez walki    |                    |              |

### Trzecia runda[4]
| Zwycięzca          | Punkty karne | Wynik        | Przegrany        | Punkty karne |
| ------------------ | ------------ | ------------ | ---------------- | ------------ |
| Taisto Kangasniemi | 3            | Łopatki      | Saburo Nakao     | 5            |
| Jusein Mechmedow   | 2            | Decyzja, 3:0 | Iwan Wychrystiuk | 5            |
| Hamit Kaplan       | 1            | Łopatki      | Hussain Noori    | 7            |
| Ken Richmond       | 4            | Łopatki      | William Kerslake | 5            |
| Ray Mitchell       | 4            | Bez walki    |                  |              |

### Czwarta runda[5]
| Zwycięzca          | Punkty karne | Wynik        | Przegrany    | Punkty karne |
| ------------------ | ------------ | ------------ | ------------ | ------------ |
| Taisto Kangasniemi | 3            | Łopatki      | Ray Mitchell | 7            |
| Jusein Mechmedow   | 3            | Decyzja, 3:0 | Ken Richmond | 7            |
| Hamit Kaplan       | 1            | Bez walki    |              |              |

### Runda finałowa
| Zwycięzca        | Wynik        | Przegrany                                       |
| ---------------- | ------------ | ----------------------------------------------- |
| Jusein Mechmedow | Łopatki      | Taisto Kangasniemi (zaliczony wynik z II rundy) |
| Hamit Kaplan     | Decyzja, 3:0 | Taisto Kangasniemi                              |
| Hamit Kaplan     | Decyzja, 3:0 | Jusein Mechmedow                                |